# Holomastigida
Holomastigida – rząd ameb należących do supergrupy Amoebozoa w klasyfikacji Cavaliera-Smitha.
Należą tutaj następujące rodziny według Cavalier-Smitha:
- Rodzina Multiciliidae Poche, 1913.